# Félix Pozo
Félix Pozo, né le 9 janvier 1899 à Sidi-bel-Abbès (Algérie française), est un footballeur français évoluant au poste d'ailier gauche.

## Carrière
Félix Pozo évolue au FC Rouen de 1924 à 1926. Il y atteint la finale de la Coupe de France de football 1924-1925, perdue 3-2 face au CASG Paris. Lors de son passage au FC Rouen, il connaît aussi sa première et unique sélection en équipe de France de football. Il affronte sous le maillot français le 22 mars 1925 dans le cadre d'un match amical à Turin l'équipe d'Italie de football. Les Italiens s'imposent sur le score de 7-0. En 1926, il rejoint le Lyon olympique universitaire, où il reste une saison.